# Stepaniwka (rejon szepetowski)
Stepaniwka (ukr. Степанівка) – wieś na Ukrainie, w obwodzie chmielnickim, w rejonie szepetowskim, w hromadzie Biłohirja. W 2001 liczyła 430 mieszkańców, spośród których 429 wskazało jako ojczysty język ukraiński, a 1 rosyjski.